# 564 Дуду
564 Дуду (564 Dudu) — астероїд головного поясу, відкритий 9 травня 1905 року Паулєм Ґьотцом у Гейдельберзі.